# J.R. Ewing
J.R. Ewing is een personage uit de Amerikaanse soapserie Dallas. De rol werd vertolkt door Larry Hagman (1931-2012) van de start van de serie tot aan het einde. J.R. was het enige personage dat in alle afleveringen te zien was, met uitzondering van twee afleveringen waarin een andere acteur de rol overnam.
J.R. is een meedogenloze zakenman die voor niets terugdeinst om zijn doel te bereiken. Aanvankelijk was J.R. bedoeld als een grote bijrol, maar niet veel later werd het personage zo populair dat het de hoofdrol kreeg. In 1980 werd hij neergeschoten, wat leidde tot de Who shot J.R.?-mania. Na het einde van de serie nam Hagman de rol opnieuw op zich voor twee televisiefilms in 1996 en 1998 en in het eerste seizoen van een nieuwe serie die in 2012 werd uitgezonden. In het tweede seizoen overleed Hagman. Aflevering 8 van het tweede seizoen staat volkomen in het teken van het overlijden van J.R. en bevat een groot aantal cameo-optredens van acteurs en actrices die eerder meededen, maar ook de burgemeester van Dallas en een aantal oud-spelers van de Dallas Cowboys.